# Seefestival Radolfzell

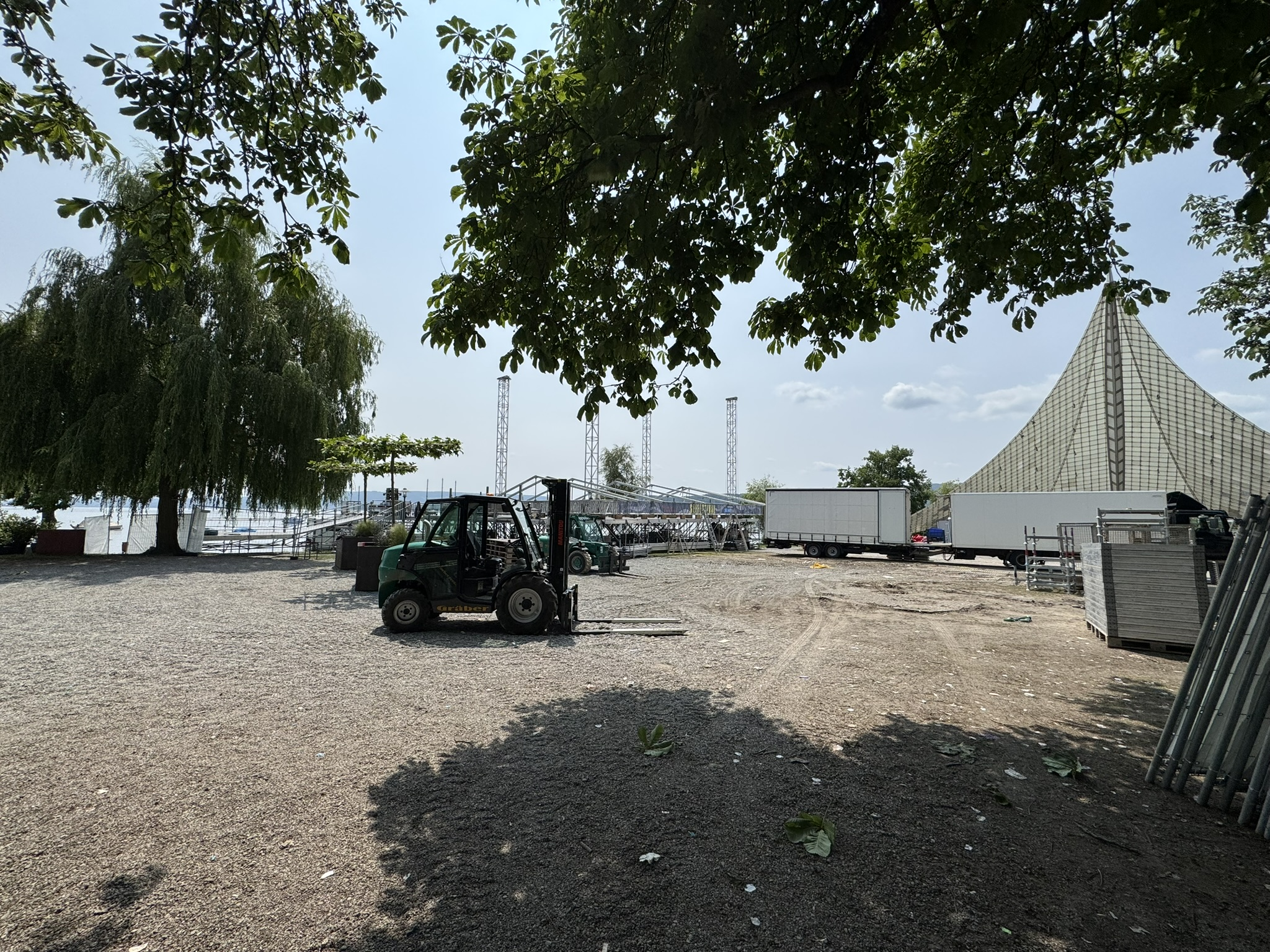
Abbau des Seefestivals 2025

Das Seefestival Radolfzell ist ein Freiluft-Festival, das seit 2017 am Konzertsegel in Radolfzell am Bodensee stattfindet. Schwerpunkt bilden die Musikrichtungen Blasmusik, Hip-Hop, Schlager, Alternative/Indie und Pop.
Ursprünglich fand das Festival im Zweijahres-Rhythmus statt. Mittlerweile wird es jedoch jedes Jahr ausgetragen.

## Organisation
Das Festival wurde erstmals 2017 im Rahmen des 750. Stadtjubiläums Radolfzells von dessen Kulturbüro in die Wege geleitet.
2021 wurde das Festival aufgrund von Corona-Richtlinien von Pfingsten auf Ende September gelegt und durfte maximal vor 500 Zuschauern pro Tag aufgeführt werden.
Bis 2021 war das Kulturbüro der Stadt Radolfzell der alleinige Ausrichter des Seefestivals. Aufgrund steigender Kosten und wachsendem organisatorischem Aufwand, entschied man sich im Vorfeld zum 2024 geplanten Festival, ein Public-Private-Partnership-Modell zu wählen. Dafür wurde die Event Promotions GmbH aus dem benachbarten Singen akquiriert, welche seitdem mit Zusammenarbeit der Stadt Radolfzell das Event ausrichtet.
Im Jahre 2023 wurde ein weiteres Jahr Pause eingelegt, nachdem 2022 schon kein Festival stattfand. 2025 hatte man sich jedoch entschieden, direkt ohne Pause ein weiteres Event zu veranstalten.
Das Eröffnungskonzert des Jugendblasorchesters Radolfzell mit dem Kammerorchester+ der Musikschule Radolfzell wurde kurz davor, am 4. Juni 2025, kurzfristig aufgrund starken Unwetters abgesagt. Eröffnet wurde das Festival 2025 dann am 5. Juni mit Ronan Keating.

## Teilnehmer
| Festival-Nr. | Jahr | Bands |
| ------------ | ---- | --- |
| 1.           | 2017 | SWR Big Band mit Max Mutzke, Stadtkapelle Radolfzell, Brasserie, Froschenkapelle, Lenze und de Buam, LaBrassBanda                                                             |
| 2.           | 2019 | SWR Big Band, Jugendblasorchester Radolfzell, Moop Mama, Folkshilfe, Froschenkapelle                                                                                          |
| 3.           | 2021 | Gregor Meyle, Julian Maier-Hauff, Cinemagraph, Haller, Froschenkapelle, Fättes Blech, Brasserie                                                                               |
| 4.           | 2024 | Musikverein Weiterdingen, Blechschaden, PÄM, Seiler & Speer, Obacht – Aufgebrasst, Froschenkapelle, Brasserie, Dicht und Ergreifend, Jan Delay mit Disko No.1                 |
| 5.           | 2025 | (Jugendblasorchester mit Kammerorchester+ Radolfzell,) Monotape, Ronan Keating, The Bite, Bilderbuch, Blaska, Froschenkapelle, Stubete Gäng, Roy Bianco & die Abbrunzati Boys |

## Entwicklung in Zahlen
Die nachfolgende Tabelle zeigt die vom Veranstalter veröffentlichte Entwicklung von Preisen, Besucherzahlen und die Bandanzahl der vergangenen Festivals. Die Preise beziehen sich auf die günstigste Kombination (Tagestickets oder wenn vorhanden Kombitickets):
| Festival-Nr. | Jahr | Tage | Bands | Besucher | Preis (in EUR)               |
| ------------ | ---- | ---- | ----- | -------- | ---------------------------- |
| 1.           | 2017 | 2    | 7     |          | 70                           |
| 2.           | 2019 | 2    |       | 2400     | 70                           |
| 3.           | 2021 | 3    |       |          | kein Preisnennung möglich*   |
| 4.           | 2024 | 3    |       | 8000     | 186,15                       |
| 5.           | 2025 | 4    | 10    | 10000    | 183,90 (203,80 mit Mittwoch) |

*2021 wurden aufgrund der Corona-Richtlinien ausschließlich Gruppen Tickets für 4–6 Personen verkauft.